# Džalál Talabání
Džalál Talabání, arabsky جلال الطلباني ,kurdsky Celal Talabanî, (* 12. listopadu 1933 – 3. října 2017) byl přední kurdský irácký politik, zakladatel a generální tajemník Vlasteneckého svazu Kurdistánu (PUK), zastávající od 7. dubna 2005 do roku 2014 úřad prezidenta Iráku.

## Životopis
Talabání se narodil ve vsi Kelkan na severu Iráku. Už jako čtrnáctiletý vstoupil do Kurdské demokratické strany (KDP) a v osmnácti letech byl zvolen do jejího ústředního výboru. V letech 1953-1956 vystudoval práva. Na konci 60. let se s konzervativní KDP rozešel a v roce 1975 založil levicovější Vlastenecký svaz Kurdistánu (PUK). V následujících desetiletích spolu Talabáního PUK a KDP, vedená Masúdem Barzáním, soupeřily o rozhodující vliv v iráckém Kurdistánu. Vzájemné spory vyvrcholily dokonce v 90. letech otevřenou občanskou válkou. Nakonec se Talabání s Barzáním usmířili a po pádu Saddáma Husajna šly obě hlavní kurdské strany do voleb společně a získaly 75 křesel v iráckém Národním shromáždění.
Z hlediska kurdské národnostní politiky patřil Talabání k umírněným zastáncům federalizace Iráku a distancoval se od hnutí za nezávislý Kurdistán.